# Torasemide
Torasemide, còn được gọi là torsemide, là một loại thuốc dùng để điều trị tăng huyết áp và quá tải chất lỏng do suy tim, bệnh thận và bệnh gan. Đó là một điều trị ít được ưa thích cho huyết áp cao. Nó được dùng bằng đường uống hoặc tiêm vào tĩnh mạch.
Các tác dụng phụ thường gặp bao gồm đau đầu, đi tiểu nhiều, tiêu chảy, ho và chóng mặt. Các tác dụng phụ khác có thể bao gồm mất thính lực và hạ kali máu. Torasemide là một thuốc lợi tiểu sulfonamid và vòng. Sử dụng không được khuyến cáo trong thai kỳ hoặc cho con bú. Nó hoạt động bằng cách giảm sự tái hấp thu natri của thận.
Torasemide được cấp bằng sáng chế vào năm 1974 và được đưa vào sử dụng y tế vào năm 1993. Nó có sẵn như là một loại thuốc gốc. Một tháng cung cấp tại Vương quốc Anh tốn của NHS ít hơn 10 £ vào năm 2019. Tại Hoa Kỳ, chi phí bán buôn của số tiền này là khoảng XXX USD. Trong năm 2016, đây là loại thuốc được kê đơn nhiều thứ 234 tại Hoa Kỳ với hơn 2 triệu đơn thuốc.

## Sử dụng trong y tế
Nó được sử dụng để điều trị quá tải chất lỏng do suy tim và huyết áp cao. So với furosemide, torsemide có liên quan đến nguy cơ tái nhập viện vì suy tim và cải thiện tình trạng suy tim ở Hiệp hội Tim mạch New York. Trong suy tim, nó có thể an toàn và hiệu quả hơn furosemide.

## Tác dụng phụ
Không có bằng chứng về độc tính tai do torasemide đã được chứng minh ở người. Thuốc lợi tiểu quai, bao gồm torsemide, có thể làm giảm tổng lượng thiamine trong cơ thể, đặc biệt ở những người có lượng thiamine kém và sự suy giảm này có thể làm suy tim nặng hơn. Do đó, cũng hợp lý khi bổ sung thiamine hoặc kiểm tra nồng độ thiamine trong máu ở những người được điều trị bằng thuốc lợi tiểu quai mạn tính.

## Hóa học
So với các thuốc lợi tiểu quai khác, torasemide có tác dụng lợi tiểu kéo dài hơn so với liều furosemide trang bị và giảm kali tương đối.

## Tên
Torasemide là tên được đề nghị của thuốc (rINN) theo (INN), là hệ thống đặt tên thuốc do Tổ chức Y tế Thế giới điều phối. Torsemide là tên chính thức của thuốc theo (USAN), là hệ thống đặt tên thuốc được điều phối bởi Hội đồng USAN, được Hiệp hội Y khoa Hoa Kỳ (AMA), Hiệp hội Dược phẩm Hoa Kỳ (USP) đồng tài trợ, và Hiệp hội Dược sĩ Hoa Kỳ (APhA).